# Idina Elmqvist-Christiansen
Idina Elmqvist-Christiansen, folkbokförd Ida Christiansen, född 20 mars 1899 i Fiesole Italien, död 28 december 1986 i Spånga församling, Stockholm, var en svensk konstnär (målare, grafiker och konsthantverkare). 
Elmqvist-Christiansen studerade konsthantverk vid Kunstgewerbeschule i Zürich samt praktikstudier i Basel, München och Offenbach am Main. 1922 medarbetade hon vid Uffiziergalleriet i Florens. Hon utgav sillhuettsamlingen Djurgården och Bestioline 1924. Hon startade tidskriften Stickning och virkning  1931 men det utgavs bara ett nummer.
Hon var dotter till konstnärerna Hugo Elmqvist och Erna Wichmann samt syster till Orvar Elmqvist och Helga Elmqvist-Cau. Hon gifte sig 1924 med konsuln Harald Christiansen, men blev änka redan 1925. Hon är begravd på Bromma kyrkogård.